# روبين فيليب
روبين فيليب (بالإنجليزية: Rubin Phillip)‏ هو قسيس جنوب أفريقي، ولد في 1948.